# نجير عابق
نَجِير عَابق أو أرْوا عَابِق (بالإنجليزية: Agrostis nebulosa)‏ هو نوع من كاسيات البذور في الفصيلة نجيلية.  يشار إليه بالاسم الشائع العشب السحابي، وهو نبات الزينة الأصلي في المغرب والبرتغال وإسبانيا. غالبًا ما يُزرع هذا النبات بسبب رؤوسه الرقيقة الخفيفة التي تستخدم في تجفيف الأزهار.

## روابط خارجية
- Bailey, L. H. (2005). Manual of Gardening (Second Edition). Project Gutenberg Literary Archive Foundation. مؤرشف من الأصل في 2023-01-08.
- USDA Plants Profile: Aegilops longissima